# A Night to Remember (песня Синди Лопер)
«A Night to Remember» (рус. Запоминающаяся ночь) — четвёртый сингл с третьего альбома Синди Лопер A Night to Remember.
Несмотря на небольшую популярность песни, на неё был снят видеоклип, в котором перемежаются кадры концертного выступления Синди и сцены на пляже.
Композиция повествует о воспоминаниях, связанных с ночью расставания с любимым человеком.

## Чарты
| Страна    | Позиция в чарте |
| --------- | --------------- |
| Австралия | 96              |
| Колумбия  | 17              |